# Літня Універсіада 1985
Літня Універсіада 1985 — XIII літня Універсіада, була проведена в Кобе (Японія) з 24 серпня по 4 вересня 1985 року. В універсіаді взяло участь 2 783 спортсмена з 106 країн. Змагання пройшли на спеціально побудованому для проведення універсіади стадіоні (англ. Kobe Universiade Memorial Stadium), місткістю 45 тисяч осіб.

## Символ
Символом універсіади став японський журавель по імені Уніан. Журавель символізує місце проведення змагань — Японію. В Японії птах вважається добрим знаком. Сила журавлиних крил уособлює образ Універсіади, спортивного фестивалю студентів, повних сили, молодості і здоров'я. Ім'я Уніан (англ. Unitan) було вибране більш ніж 8 000 пропозицій, що надійшли зі всієї країни. У підсумку назва поєднує в собі дві частини: «Uni», яка відбувається від Універсіада і «tan», складової частини назви японського журавля (tancho-tsuru).

## Медальний залік

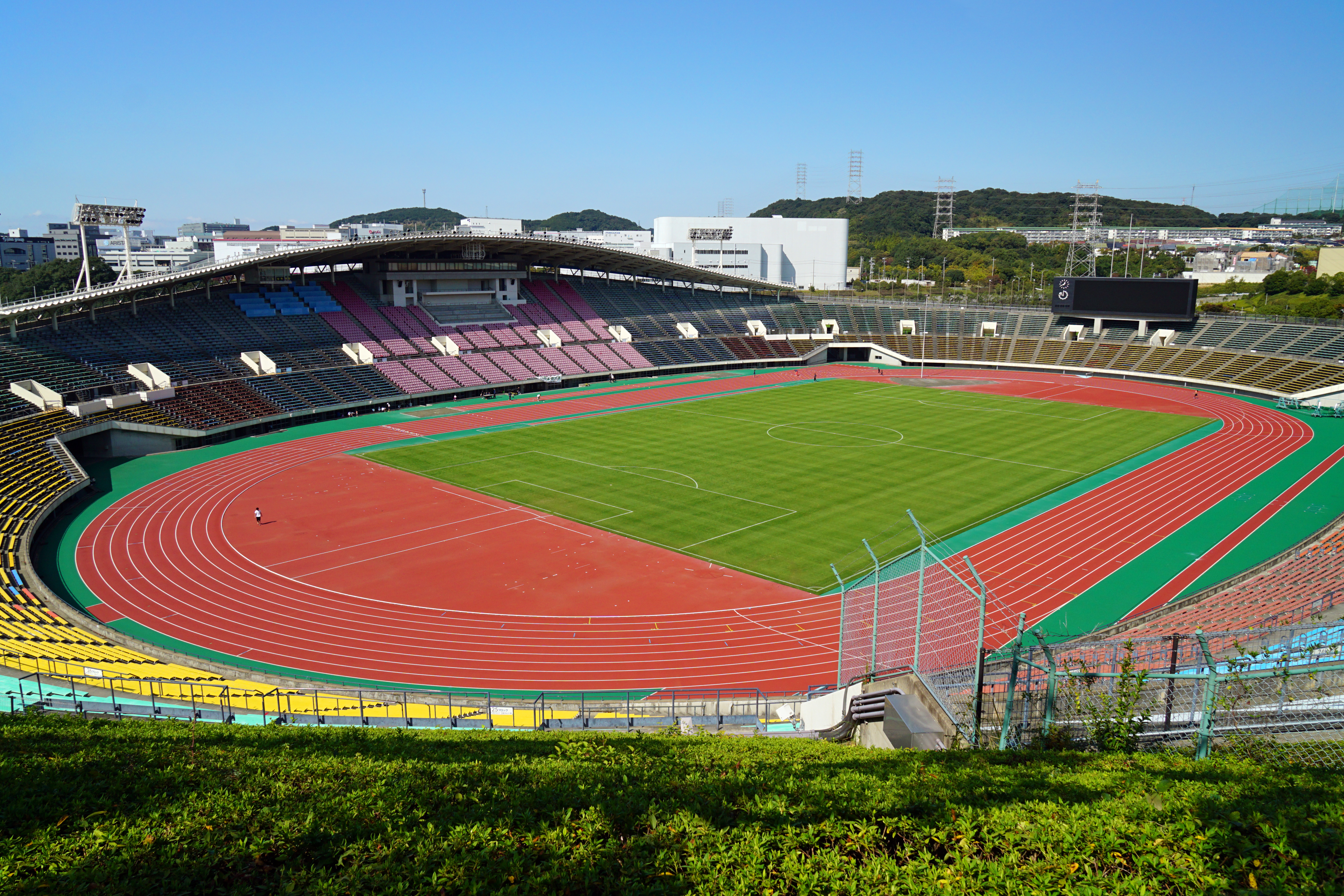
Меморіальний стадіон універсіади Кобе

| Місце  | Країна          | Золото | Срібло | Бронза | Загалом |
| ------ | --------------- | ------ | ------ | ------ | ------- |
| 1      | СРСР            | 42     | 22     | 20     | 84      |
| 2      | США             | 23     | 22     | 24     | 69      |
| 3      | Куба            | 8      | 8      | 5      | 21      |
| 4      | КНР             | 7      | 7      | 6      | 20      |
| 5      | Румунія         | 6      | 7      | 6      | 19      |
| 6      | Японія          | 6      | 3      | 7      | 16      |
| 7      | Італія          | 4      | 6      | 5      | 15      |
| 8      | Болгарія        | 4      | 6      | 4      | 14      |
| 9      | Нідерланди      | 3      | 1      | 4      | 8       |
| 10     | Північна Корея  | 3      | 1      | 3      | 7       |
| 10     | Польща          | 3      | 1      | 3      | 7       |
| 12     | ФРН             | 2      | 4      | 8      | 14      |
| 13     | Австралія       | 2      | 3      | 2      | 7       |
| 14     | Південна Корея  | 2      | 1      | 5      | 8       |
| 15     | Нігерія         | 2      | 1      | 2      | 5       |
| 16     | Угорщина        | 1      | 4      | 4      | 9       |
| 17     | Велика Британія | 1      | 2      | 3      | 6       |
| 18     | Бразилія        | 1      | 2      | 2      | 5       |
| 19     | Мексика         | 1      | 1      | 0      | 2       |
| 20     | Чехословаччина  | 1      | 0      | 1      | 2       |
| 20     | Ямайка          | 1      | 0      | 1      | 2       |
| 22     | Канада          | 0      | 6      | 6      | 12      |
| 23     | Франція         | 0      | 5      | 3      | 8       |
| 24     | Югославія       | 0      | 1      | 2      | 3       |
| 25     | Нова Зеландія   | 0      | 1      | 0      | 1       |
| 25     | Португалія      | 0      | 1      | 0      | 1       |
| 25     | Уругвай         | 0      | 1      | 0      | 1       |
| 28     | Кот-д'Івуар     | 0      | 0      | 1      | 1       |
| 28     | Марокко         | 0      | 0      | 1      | 1       |
| Всього | Всього          | 123    | 117    | 128    | 368     |